# Piazza del Popolo
Piazza del Popolo (Plac Ludowy) – jeden z najbardziej znanych placów w północnej części Rzymu.

## Historia
W czasach Cesarstwa Rzymskiego plac znajdował się przy północnej bramie muru Aureliana, zwanej w starożytności Porta Flaminia. Przez lata plac był miejscem publicznych egzekucji, ostatnią z nich wykonano w 1826.
W 1589 papież Sykstus V umieścił na środku placu egipski obelisk (wysoki na 24 m.), przeniesiony z Circus Maximus. Był to obelisk wzniesiony przez Ramzesa II w Heliopolis, który do Rzymu został sprowadzony w 10 r. p.n.e. przez cesarza Oktawiana Augusta. W 1818 przy podstawie obelisku zostały zamontowane rzeźby lwów.
Aktualny układ placu został zaprojektowany w stylu neoklasycystycznym w latach 1811–1822 przez Giuseppe Valadiera. Przy północnej stronie placu stoi kościół Santa Maria del Popolo, zbudowany w 1099. Na szczególną uwagę zasługuje w nim - zaprojektowana przez Rafaela - kaplica Chigi. Natomiast przy południowej stronie placu znajdują się dwa bliźniacze kościoły, dedykowane Matce Bożej. Są to: Santa Maria dei Miracoli oraz Santa Maria in Montesanto.

## Materiały źródłowe
- Piazza del Popolo i inne obiekty Rzymu. romalove.pl. [zarchiwizowane z tego adresu (2015-11-17)].
- Roma segreta: Piazza del Popolo